# 双原子溴
双原子溴 (Br2) 是由两个溴原子组成的分子，是溴的存在形式。
双原子溴是一种挥发性的红色液体。它是有毒的，可以造成严重的灼伤。双原子溴蒸气会侵蚀粘膜，皮肤和呼吸系统。 它的水溶液叫溴水，危害性较少。
溴的很多化合物可由双原子溴反应得到，包括氢溴酸是由氢气在双原子溴中燃烧制备而成的。

## 危害
双原子溴强氧化性，且因为易挥发而会释放红色的有毒窒息性气体。
如果接触到皮肤，双原子溴会产生很难治愈的伤口。
双原子溴可以被硫代硫酸钠破坏。